# 피마자
피마자(문화어: 피마주) 또는 아주까리는 대극과에 속하는 한해살이풀이다. 피마자속에 피마자 1종만 있다. 인도·소아시아·북아프리카 원산으로 원산지에서는 여러해살이풀이다.
키가 2 미터 정도로 크게 자라고, 잎은 어긋나며 손바닥 모양이다. 줄기는 속이 비어 있다. 꽃은 8~9월에 노란색으로 피고, 열매는 겉에 가시가 있고 안에 씨 세 개가 들어 있다. 씨에는 얼룩무늬가 있는데, 이 씨로 기름을 짠다.
기원 전 2000년 무렵부터 인도에서는 피마자 씨 기름을 등불의 기름으로 썼으며, 약으로도 썼다. 지금도 피마자 기름을 포마드, 인주, 공업용 윤활유로 이용한다. 2006년 기준으로 인도, 중국, 브라질 순으로 많이 생산된다.
씨에는 리친이라는 독성 물질이 포함되어 있다.

## 사진

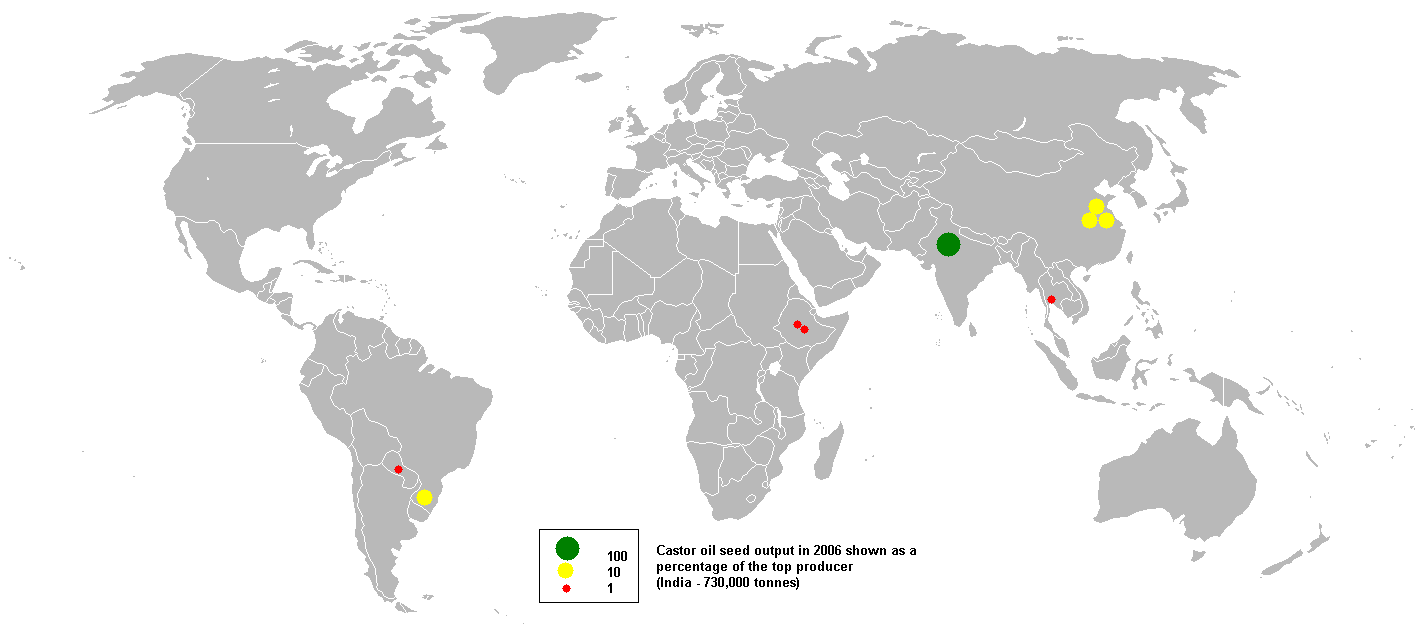
2006년 피마자 씨 생산량

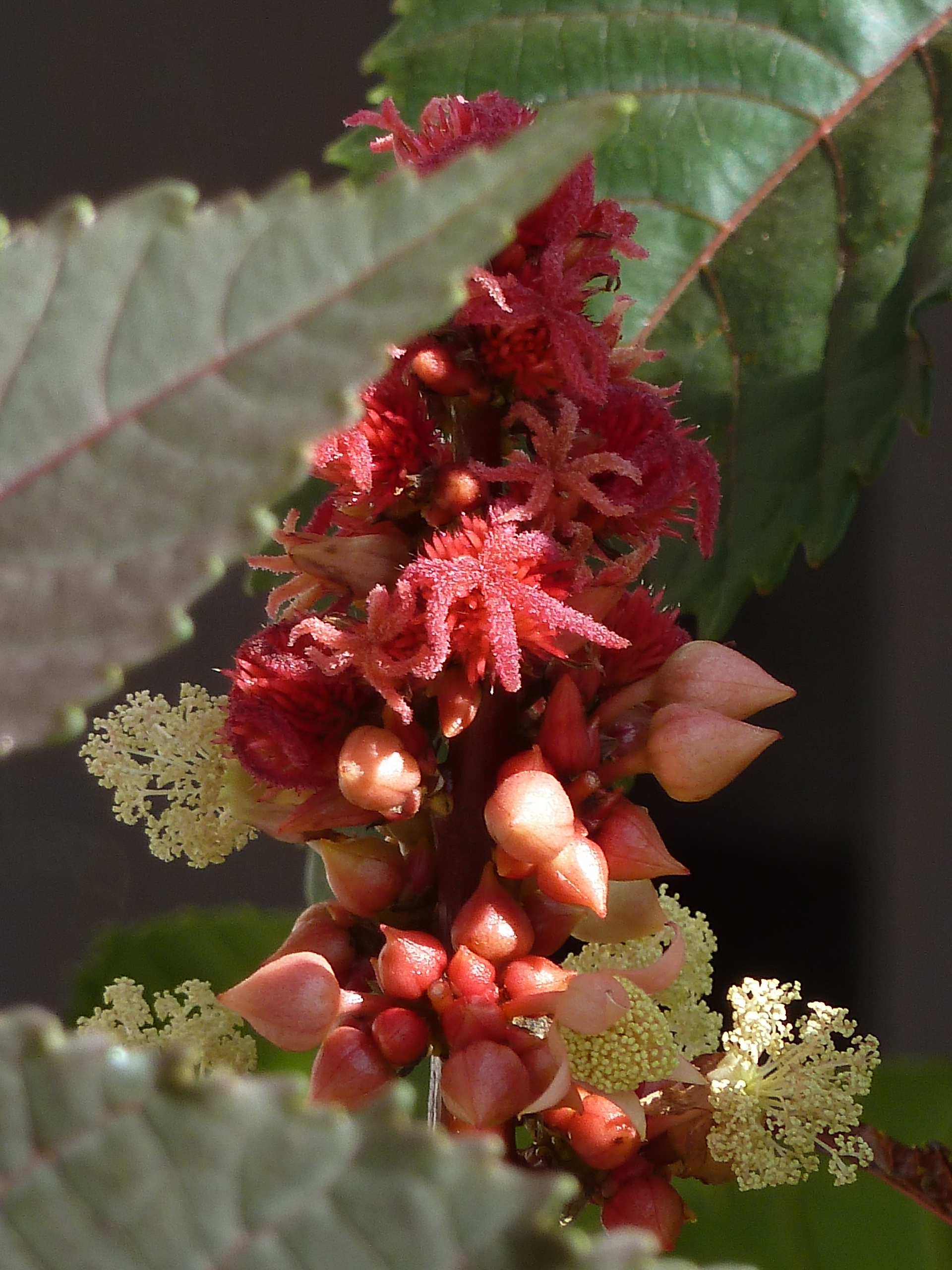
꽃
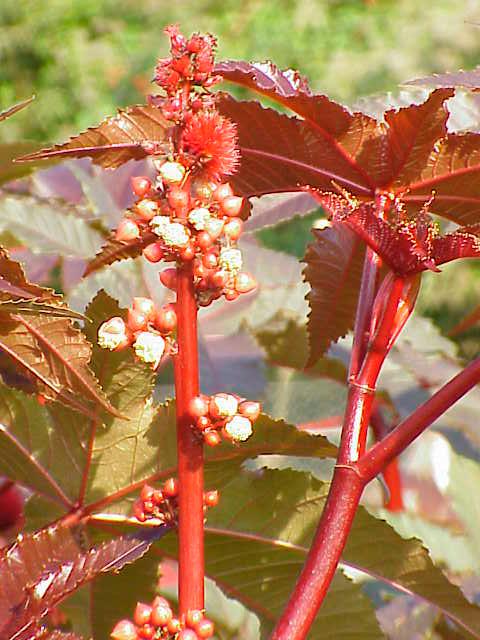
꽃2
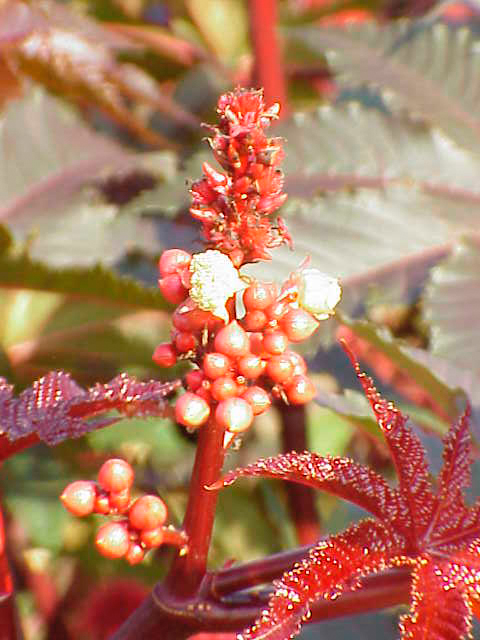
꽃3
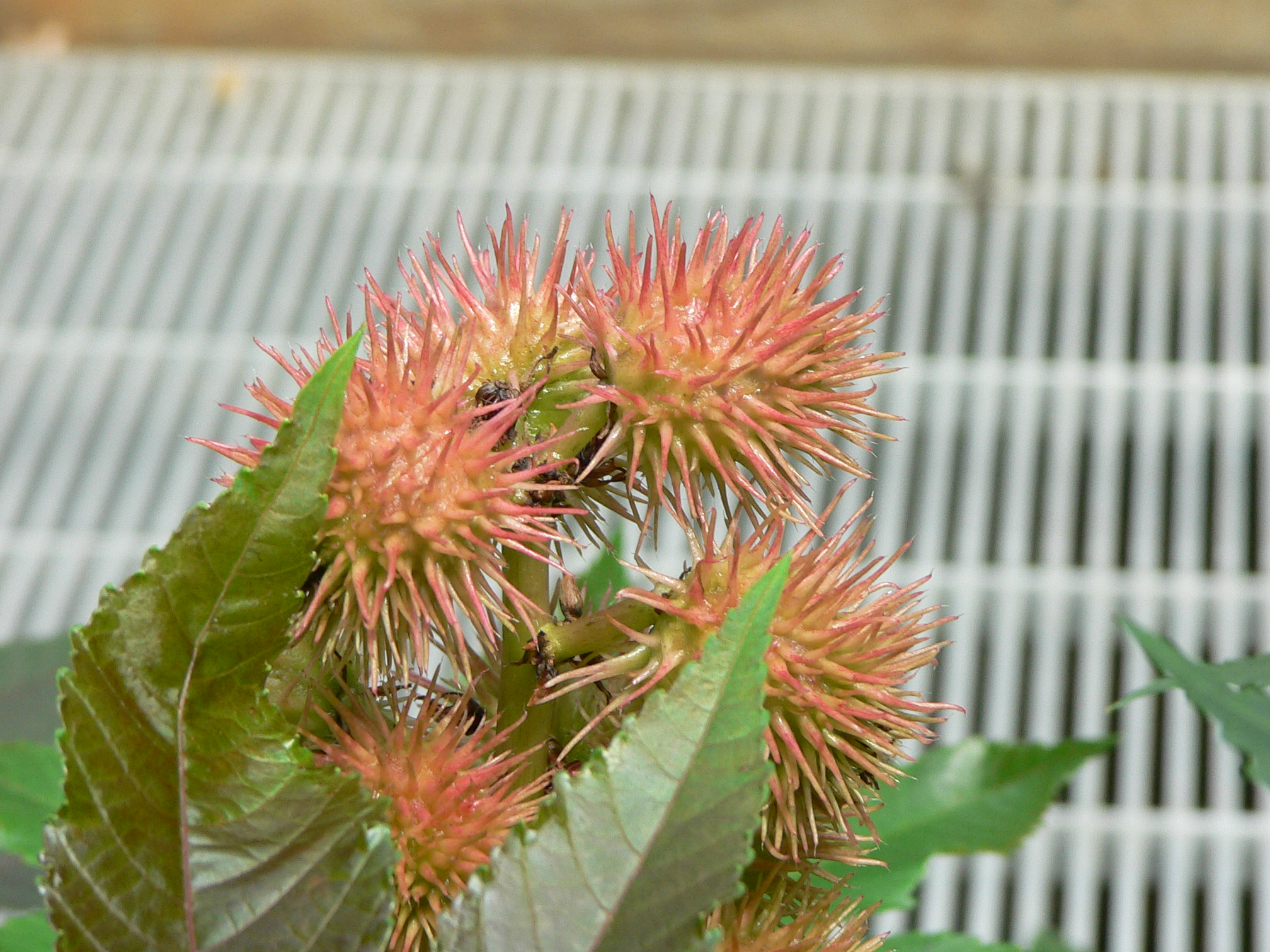
열매1
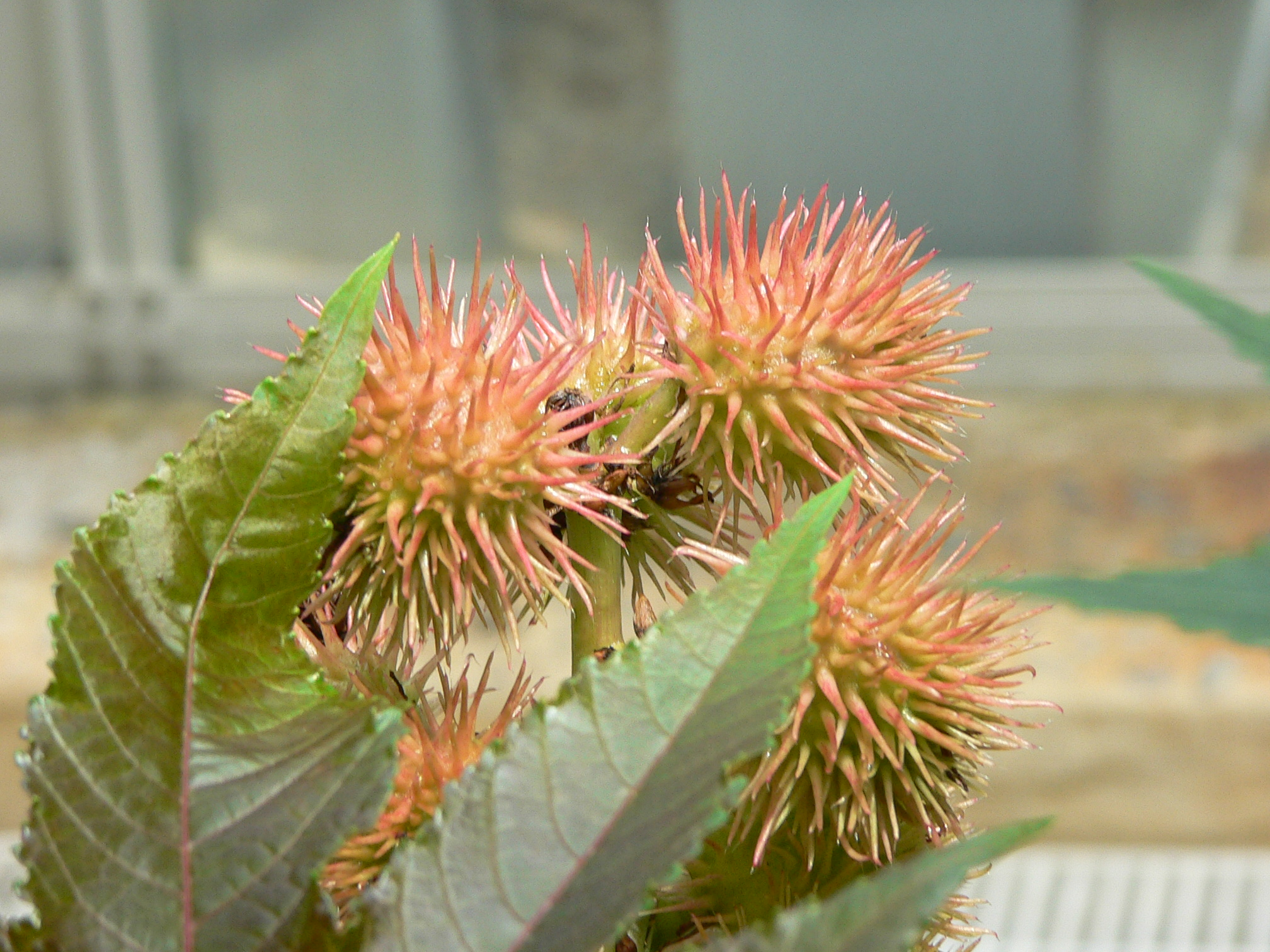
열매2
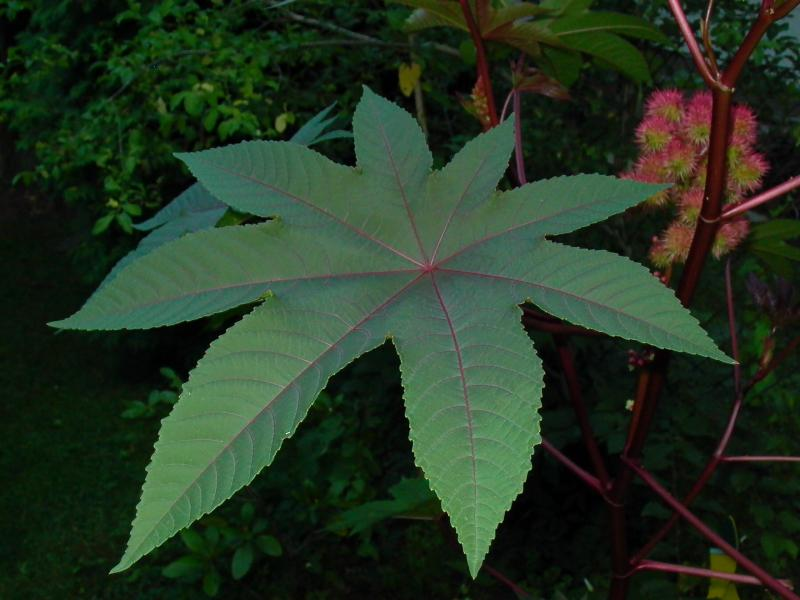
잎
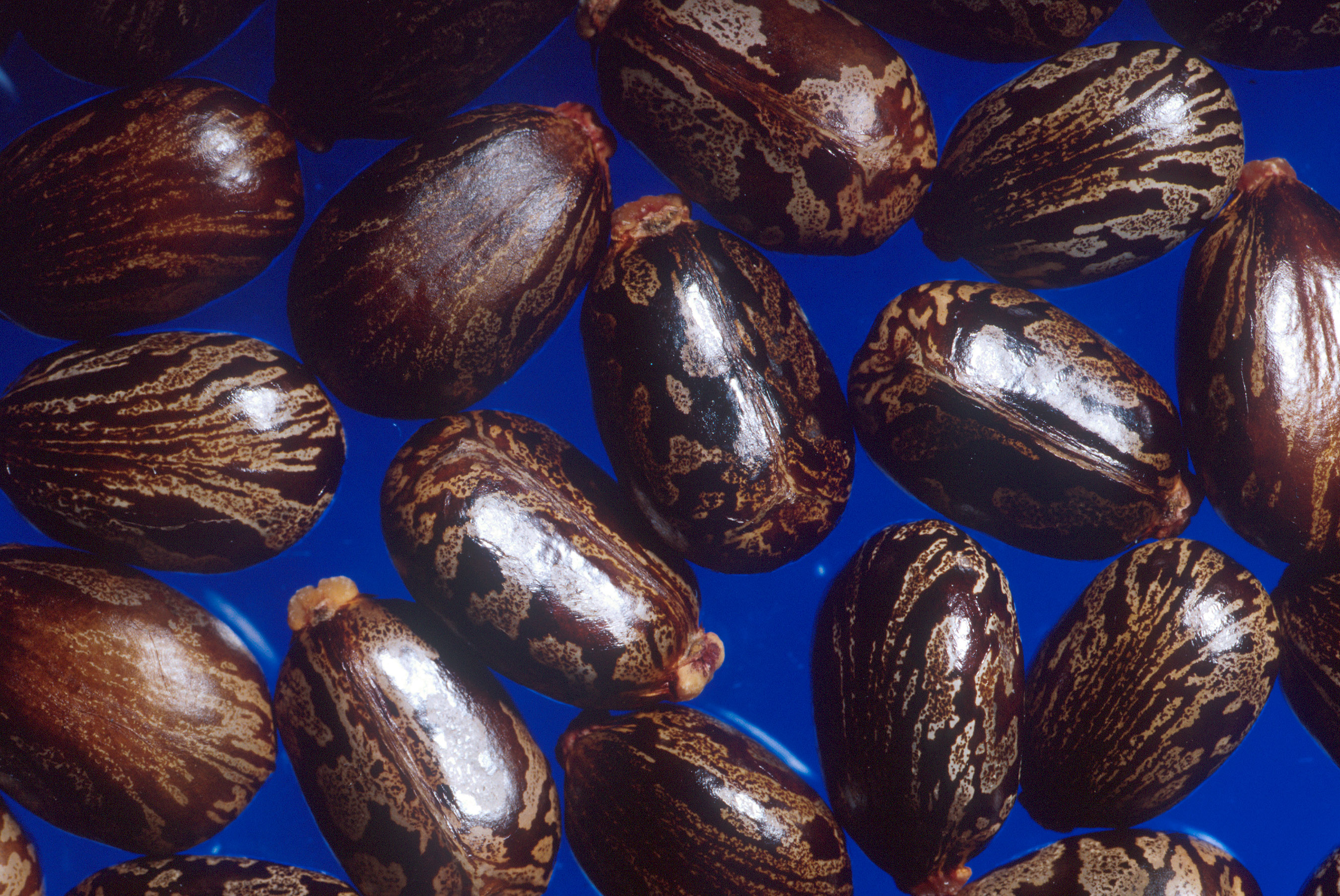
씨
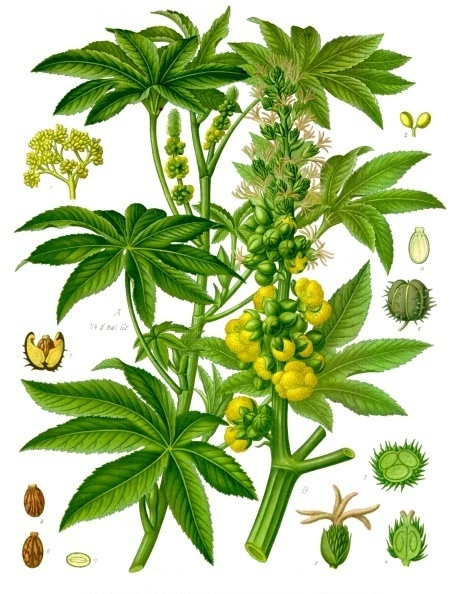
피마자